# Talgo Travca
A 
Talgo Travca, vagy más néven a Talgo L-9202 egy nagysebességű spanyol villamosmozdony. Összesen egy db-ot készített belőle 2005-ben a Patentes Talgo S.A. A mozdony maximális sebessége 260 km/h, képes a nyomtáv váltásra is, amire szüksége is van, mert a spanyol vasúthálózat 1668 mm-es nyomtávolságú, de az újépítésű nagysebességű vonalak már a normál 1435 mm-es nyomtávolsággal épültek. Először a 2008-as InnoTranson mutatkozott be Berlinben. Később a mozdonnyal szerzett tapasztalatokat felhasználták a nagysebességű RENFE 130 sorozatú villamos motorvonat kifejlesztéséhez. A projektet a spanyol Gazdasági és Technológiai Minisztérium támogatta.